# Vittorio Sala
Pour les articles homonymes, voir Sala.
Vittorio Sala est un réalisateur et scénariste italien né le 1er juillet 1918 à Palerme (Sicile) en Italie, et mort le 11 mai 1996 à Rome (Latium) Italie.

## Filmographie

### Réalisateur

#### Cinéma
- 1935 : La luce negli impressionisti
- 1938 : Immagini e colore
- 1938 : Nebbia a Venezia
- 1938 : Palermo Normanna
- 1938 : Una storia di Pinturicchio
- 1950 : Notturno (it)
- 1950 : Il piccolo sceriffo
- 1952 : 045: ricostruzione edilizia
- 1954 : Corali senesi
- 1955 : La città del cinema
- 1955 : Il pittore di borgo
- 1955 : La città del cinema
- 1955 : Tempo di tonni
- 1956 : Femmes seules (Donne sole)
- 1956 : Defilé
- 1958 : Le case degli italiani
- 1959 : Le Miroir aux alouettes (Costa azzurra)
- 1960 : La Reine des Amazones (La regina delle Amazzoni)
- 1962 : Les Don Juan de la Côte d'Azur (I Don Giovanni della Costa Azzurra)
- 1963 : Toute la chanson du monde (it) (Canzoni nel mondo)
- 1964 : Meurtre par accident (it) (L'intrigo)
- 1964 : Le Train du samedi (it) (Il treno del sabato)
- 1965 : Berlin, opération Laser (Berlino: appuntamento per le spie)
- 1966 : Ischia operazione amore
- 1966 : Tilt à Bangkok (it) (Ray Master l'inafferrabile)
- 1967 : Il signor Bruschino

#### Télévision
- 1969 : Diritto di cronaca

#### Documentaires
- 1960 : Giovani delfini
- 1958 : Il mercato comune europeo
- 1957 : Ritmi di New York